# Dalius Misiūnas

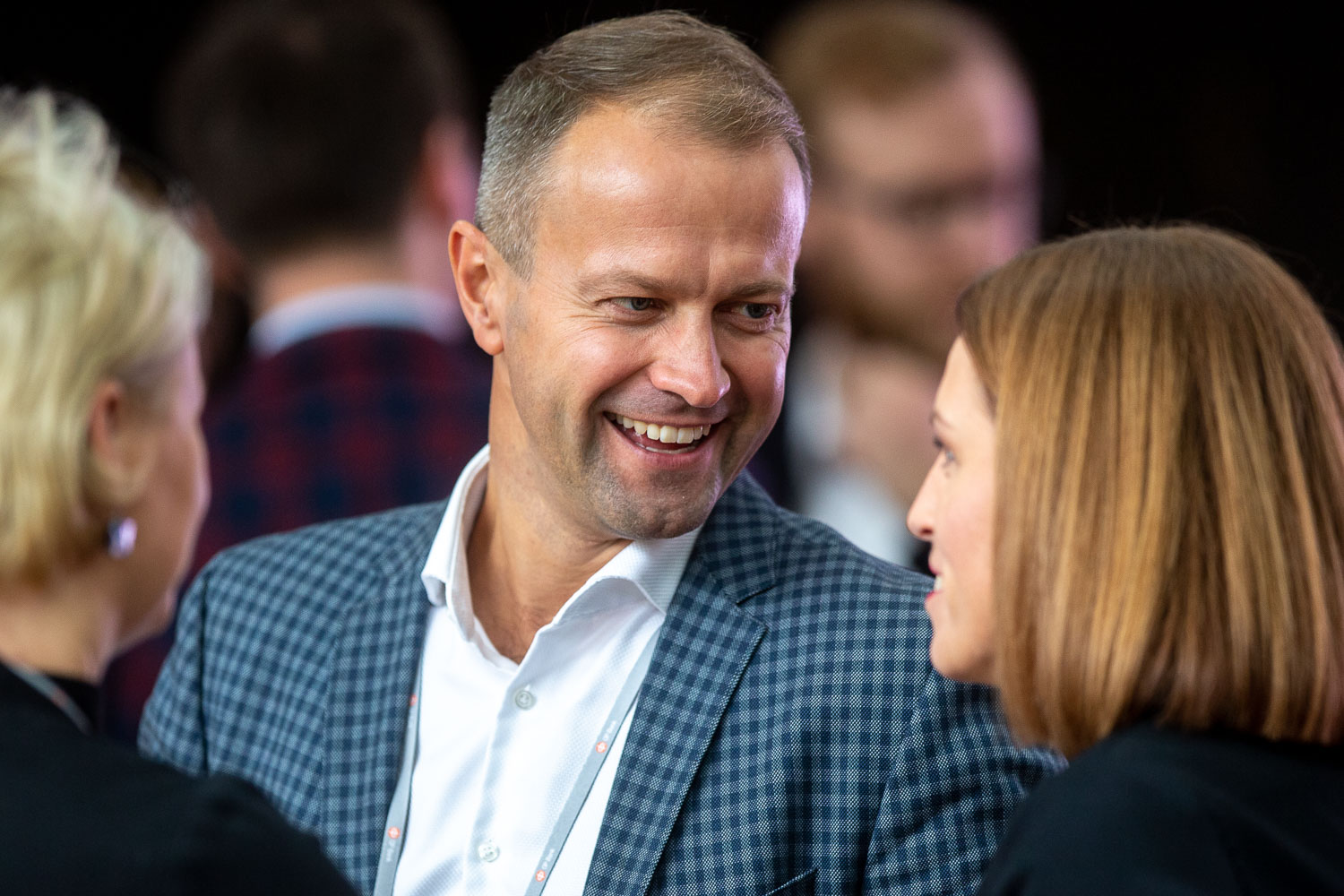
Dalius Misiūnas (2019)

Dalius Misiūnas (* 19. November 1978) ist ein litauischer Manager, Hochschullehrer und Rektor ISM University of Management and Economics.

## Leben
Er hat einen Bachelor-Abschluss der Technischen Universität Kaunas (KTU). Er absolvierte die Universität Lund in Schweden. Er war außerdem Mitglied des Rates für Hochschulbildung in Litauen, Vorsitzender des Rates der KTU und Mitglied des Vorstands der ISM.
Zuvor arbeitete er fünf Monate in der UAB SBA Group und von 2013 bis 2017 für die SBA Group. Er leitete auch das Energieunternehmen UAB Lietuvos energija und dann bis April 2019 Maxima Group. Misiūnas zog sich wegen "unterschiedlicher Ansichten" zurück. In der Firma arbeitete er etwas länger als ein Jahr. Seit Mai 2019 leitet er als Rektor die ISM University of Management and Economics.